# Leptogaster kashgarica
Leptogaster kashgarica är en tvåvingeart som beskrevs av Paramonov 1930. Leptogaster kashgarica ingår i släktet Leptogaster och familjen rovflugor. Inga underarter finns listade i Catalogue of Life.